# Schmitzberg (Hückeswagen)
Schmitzberg ist eine Siedlung in Hückeswagen im Oberbergischen Kreis im Regierungsbezirk Köln in Nordrhein-Westfalen (Deutschland).

## Lage und Beschreibung
Schmitzberg liegt im östlichen Hückeswagen im Tal der Wupper nahe dem Hauptort. Weitere Nachbarorte sind Großberghausen, Kleinberghausen, Runkelsiedlung, Aue und Hartkopsbever. Schmitzberg ist über eine Zufahrtsstraße zwischen Aue und Großberghausen erreichbar.

## Geschichte
Die topografischen Karten zeigen den Siedlungsbereich von Schmitzberg auf umgrenzter Fläche mit sechs einzelnen Gebäudegrundrissen erstmals im Jahre 1927. Die Ortsbezeichnung Schmitzberg wird ab der topografischen Karte von 1979 aufgeführt.

## Wander- und Radwege
Folgende Wanderwege berühren den Ort:
- Der Bezirkswanderweg ◇6 (Wupperweg) des SGV-Bezirks Bergisches Land
- Die Straße der Arbeit des SGV-Bezirks Bergisches Land
- Der Ortswanderweg △ von Elberhausen zum Goldenbergshammer
- Der Ortsrundwanderweg A4